# Herbert Lüthy (Physiker)
Herbert Lüthy (* 26. September 1914 in St. Gallen; † 15. August 1996 in Basel) war ein Schweizer Medizinphysiker.

## Leben
Lüthy wurde als Sohn des 1. Staatsanwalts und Generalprokurators des Kantons St. Gallen Ferdinand Lüthy geboren und besuchte das humanistische Gymnasium von St. Gallen bis zur Erlangung der Maturität. Dann studierte er ab 1934 Physik und Physiologie an der Georg-August-Universität Göttingen. Im selben Jahr wurde er im Corps Hannovera Göttingen aktiv. Als Inaktiver wechselte er an die Universität Leipzig, die Ruprecht-Karls-Universität Heidelberg, die Hessische Ludwigs-Universität und die Friedrich-Wilhelms-Universität zu Berlin. Ab 1939 studierte er an der Universität Bern und der Universität Freiburg (Schweiz). In Freiburg im Üechtland schloss er sich auch der Studentischen Vereinigung „Die Rodensteiner“ im Schweizerischen Waffenring an.
Zur Zeit des Zweiten Weltkriegs war Lüthy von 1940 bis 1945 Soldat der Schweizer Armee. Die Universität Basel promovierte ihn 1942 zum Dr. phil. Von 1945 bis 1950 bildete er sich in Bern und Stockholm in der Physiologie weiter. Er war Gastdozent an der Universität Uppsala und der University of Sheffield. 1950 folgte eine weitere radiologische Ausbildung in Bern. 1954 wurde er Leiter des Isotopenlabors am Kantonsspital Basel, dem späteren Universitätsinstitut für Medizinische Radiologie. Lüthy habilitierte sich 1961 an der Medizinischen Fakultät der Universität Basel und erhielt den Jubiläumspreis der Schweizerischen Roentgengesellschaft. Er war Mitglied der Schweizerischen Strahlenschutzkommission, Gründungsmitglied der Schweizerischen Gesellschaft für Strahlenbiologie (SGS), aus der später die Schweizerische Gesellschaft für Strahlenbiologie und Medizinische Physik (SGSMP) hervorging, und bis 1964 Leiter des ABC-Dienstes im Kanton Basel. Die Universität Basel berief ihn (als Nichtmediziner) 1968 zum a.o. Professor. An der Medizinischen Fakultät las er Radiologische Physik und experimentelle Strahlenbiologie. 1980 wurde er emeritiert.
Lüthy war nebenberuflich ein anerkannter Studentenhistoriker. Seine Publikationen zur Geschichte der Studentenverbindungen werden fälschlicherweise oft dem Publizisten Herbert Lüthy zugeschrieben.

## Werke
- Strahlenschutz, Basel 1980
- Waffenstudententum und Corpswesen in der Schweiz. Handbuch des Kösener Corpsstudenten, 4. Ausgabe (1953), S. 125–131

## Ehrungen
- Ehrenmitglied des Corps Hannovera[1]